# Adam Peaty
Adam George Peaty, OBE (* 28. Dezember 1994 in Uttoxeter, Staffordshire) ist ein britischer Brustschwimmer. Er ist Olympiasieger 2016 und 2021 über 100 Meter und jeweils dreifacher Weltmeister über 50 und 100 Meter. Peaty hält zudem die Weltrekorde über 50 und 100 Meter auf der Langbahn. 

## Erfolge
Der für den City of Derby Sports Club antretende Peaty wird von Melanie Marshall trainiert.
Weltrekorde über 50 Meter Brust (Halbfinale 26,62 Sekunden, Endlauf 27,00 Sekunden) und in der Mixed-Lagenstaffel (3:44,02 Minuten) zusammen mit Chris Walker-Hebborn, Jemma Lowe und Francesca Halsall erzielte er bei den Europameisterschaften 2014 im Velodrom in Berlin. Die Schallmauer von 58 Sekunden über 100 Meter unterbot er mit 57,92 Sekunden am 17. April 2015 bei den Britischen Meisterschaften in London. Auf den beiden Bruststrecken löste er als Rekordhalter den Südafrikaner Cameron van der Burgh ab, der jedoch Schnellster auf der Kurzbahn blieb. Bei den Weltmeisterschaften 2015 in Kasan siegte er über 100 Meter Brust in 58,52 Sekunden vor dem Südafrikaner Cameron van der Burgh (58,59 Sekunden) und seinem Landsmann Ross Murdoch (59,09 Sekunden). Über 50 Meter gewann er 26,51 Sekunden nicht nur Gold, sondern holte sich auch den im Zwischenlauf vorübergehend von van der Burgh aufgestellten Weltrekord zurück. Van der Burgh wurde mit 26,66 Sekunden Zweiter.
Bei den Olympischen Spielen 2016 in Rio de Janeiro verbesserte er im Vorlauf seinen Weltrekord über 100 Meter auf 57,55 Sekunden. Im Finale unterbot er diese Zeit erneut und gewann mit 57,13 Sekunden die Goldmedaille. Im Finale des 100-Meter-Brustschwimmens im Rahmen der European Championships 2018 gewann er mit einer Zeit von 57,10 Sekunden die Goldmedaille und verbesserte seinen eigenen Weltrekord.
Im Rahmen der International Swimming League 2020 in Budapest unterbot Peaty den seit 2009 von Cameron van der Burgh gehaltenen Weltrekord über die 100 Meter Brust Kurzbahn und senkte diesen zunächst auf 55,49 Sekunden, anschließend verbesserte er diesen Weltrekord im Finale der ISL auf 55,41 Sekunden.
2021 wurde Peaty bei den Olympischen Spielen 2020 in Tokio in einer Zeit von 57,37 Sekunden Olympiasieger im Wettkampf über 100 Meter Brust und in der erstmals ausgetragenen 4-mal-100-Meter-Lagen-Mixedstaffel.
Wegen einer Fraktur im Fuß verpasste Peaty die Weltmeisterschaften 2022. Im März 2023 gab er eine Wettkampfpause wegen mentaler Probleme bekannt. Er nahm auch nicht an den Weltmeisterschaften im Juli teil.
Bei den Weltmeisterschaften 2024 gewann Peaty wieder zwei Bronzemedaillen. Das Rennen über 100 Meter Brust bei den Olympischen Spielen in Paris endete mit einer besonders knappen Entscheidung. Der Italiener Nicolò Martinenghi siegte mit 0,02 Sekunden Vorsprung vor den zeitgleichen Zweiten Adam Peaty und Nic Fink aus den Vereinigten Staaten.

## Auszeichnungen
- 2015, 2018: Weltschwimmer des Jahres
- 2014–2019: Europäischer Schwimmer des Jahres